# Tetragnatha palikea
Tetragnatha palikea är en spindelart som beskrevs av Gillespie 2003. Tetragnatha palikea ingår i släktet sträckkäkspindlar, och familjen käkspindlar. Inga underarter finns listade i Catalogue of Life.